# Bede Beckmeyer
Bede Beckmeyer OSB (* 11. Oktober 1873 in Matale; † 22. Mai 1935) war ein sri-lankischer Ordensgeistlicher und römisch-katholischer Bischof von Kandy.

## Leben
Bede Beckmeyer trat der Ordensgemeinschaft der Benediktiner bei und empfing am 23. Juni 1899 das Sakrament der Priesterweihe.
Am 19. April 1912 ernannte ihn Papst Pius X. zum Bischof von Kandy. Der Apostolische Delegat von Ostindien, Erzbischof Ladislaus Zaleski, spendete ihm am 30. Juni desselben Jahres die Bischofsweihe; Mitkonsekratoren waren der Bischof von Quilon, Alois Benziger OCD, und der Bischof von Jaffna, Henri Joulain OMI.